# Принцип равного избирательного права
Принцип равного избирательного права — принцип избирательного права, согласно которому все избиратели участвуют в выборах на равных условиях.
Основополагающим принципом избирательной системы является принцип равного избирательного права. Он закрепляется конституциями большинства демократических государств, ряд основополагающих международных актов устанавливает обязательность соблюдения данного принципа на выборах.
В ч. 1 ст. 81 Конституции РФ закреплено, что выборы Президента РФ проводятся на основе принципов всеобщего, равного, прямого избирательного права, принципа тайного голосования. В ст. 5 Федерального закона от 12 июня 2002 г. № 67-ФЗ «Об основных гарантиях избирательных прав и права на участие в референдуме граждан Российской Федерации» (в ред. от 5 декабря 2006 г., далее — Закон «Об основных гарантиях…») содержится следующее определение принципа равного избирательного права: «Граждане Российской Федерации участвуют в выборах на равных основаниях».

## Подходы к пониманию принципа
Однако, несмотря на данное нормативное определение, в отечественной научной литературе нет единого подхода к пониманию принципа равного избирательного права.

#### Узкий[1]
Многие учёные считают, что этот принцип устанавливает только равенство активного избирательного права (принцип равенства голосов избирателей, равное право голоса). Эта точка зрения возникла ранее остальных.
По сей день распространено следующее представление: принцип равного избирательного права касается сферы реализации субъективного избирательного права на стадии голосования. Для сохранения такого равенства необходимы определённые гарантии (установление равного «веса» и количества голосов, обеспечение равных юридических возможностей для избрания кандидатов). Избиратели имеют равное число голосов и включаются лишь в один список избирателей. Кандидаты же имеют одинаковые юридические возможности для избрания, поэтому они могут, как правило, баллотироваться лишь в одном округе. Перечисленные гарантии обеспечивают равное участие граждан в выборах в узком значении этого слова, то есть в голосовании, на котором непосредственно реализуются права избирать и быть избранным.

#### Широкий[4]
С другой стороны, некоторые учёные стали придерживаться другой точки зрения: принцип равного избирательного права закрепляет равные правовые условия участия граждан в голосовании, а также в процедуре выдвижения кандидатов, в осуществлении предвыборной агитации.
Согласно широкому пониманию, равное участие граждан должно быть установлено не только на перечисленных стадиях избирательного процесса, а вообще во всём избирательном процессе в целом (то есть в выборах в широком значении этого слова). Некоторые авторы считают, что принцип равного избирательного права устанавливает равенство статусов индивидуальных и коллективных участников избирательного процесса. Следовательно, данная формулировка может означать установление равенства не только избирательных прав, но и обязанностей, оснований возникновения правосубъектности, привлечения к ответственности. Причём такое равенство необходимо соблюдать как в отношении граждан, так и в отношении их объединений (партий).

## Зарубежные государства
Многие зарубежные государства придерживаются традиционного узкого подхода. Причём в законодательных актах некоторых государств закреплено, что принцип равного избирательного права провозглашает только равенство активного избирательного права. В законодательстве зарубежных государств, как правило, определения принципа равного избирательного права нет. Но анализ законодательных положений некоторых нормативных актов позволяет сделать вывод, что под равным избирательным правом понимается только установление равного права голоса. Положения о равенстве пассивного избирательного права с точки зрения зарубежного законодательства — сфера действия иного принципа, принципа равенства кандидатов.
Считается, что принцип равного избирательного права устанавливает равенство прав индивидуальных субъектов (граждан); равенство коллективных субъектов закрепляется другим принципом — принципом равенства избирательных объединений. Таким образом, в РФ в конце XX века произошёл отход от классического узкого подхода к пониманию принципа равного избирательного права к промежуточному. Более того, наблюдается тенденция к дальнейшему расширению содержания принципа равного избирательного права, признанию широкого подхода. Авторы, придерживающиеся широкого подхода, настаивают на том, что в избирательном праве должен быть принцип, устанавливающий равные правовые статусы индивидуальных и коллективных участников избирательного процесса. Формула «принцип равного избирательного права» не подразумевает установление равенства обязанностей, оснований возникновения избирательной правосубъектности граждан. В важнейших международных актах принцип равного избирательного права обособляется от принципа всеобщности (считается, что это два самостоятельных принципа). Широкий же подход основывается на другом взгляде: принцип всеобщности — это лишь часть принципа равного избирательного права. Очевидно, что широкий подход противоречит положениям важнейших международных актов.